# 新北市區公車898路線
新北市區公車898路線由三重客運營運，起點為樹林中正路，終點為捷運長庚醫院站。

## 簡介
- 為了因應新莊、泰山、林口學生及一般民眾每日通勤的便利，新北市政府交通局表示於2015年4月28日正式通車，2段式收票，「泰山區公所－黎明技術學院」為分段緩衝區[1]。
- 2025年4月8日起「丹鳳國小」(北向)站位恢復停靠[2]
- 2025年4月28日起裁撤「捷運林口站」(北向)暨進駐「林口轉運站」[3]

## 外部連結
- 三重客運 （页面存档备份，存于）
- 大臺北公車898